# Ternuwatka (rejon krzyworoski)
Ternuwatka (ukr. Тернуватка) – wieś na Ukrainie, w obwodzie dniepropetrowskim, w rejonie krzyworoskim, w hromadzie Hłejuwatka. W 2001 liczyła 132 mieszkańców.